# Miningsby
Miningsby är en by i civil parish Revesby, i distriktet East Lindsey, i grevskapet Lincolnshire, i England. Byn är belägen 8 km från Horncastle. Miningsby var en civil parish fram till 1987 när blev den en del av Revesby. Civil parish hade 55 invånare år 1961. Byn nämndes i Domedagsboken (Domesday Book) år 1086, och kallades då Melingesbi.